# Povero Cristo (Zucchero Fornaciari)
Povero Cristo è un singolo del cantante italiano Zucchero Fornaciari pubblicato nel 1993 dall'etichetta Polydor, ed estratto dall'album Miserere.

## Descrizione
Il brano, scritto da Zucchero sia per quanto riguarda la musica sia per il testo, è stato pubblicato in formato CD Maxi e in vinile con differenti missaggi e durate per ogni traccia.

## Tracce
Testo e musica di Zucchero.

### CD Maxi
- COD: Polydor 859 357-0

1. Povero Cristo (Extended Mix) – 5:50
2. Povero Cristo (XClub Cut) – 4:30
3. Povero Cristo (XXClub Cut) – 4:05
4. Povero Cristo (Radio Edit) – 4:05

### Vinile
- COD: Polydor 859 357-1

Lato A
1. Povero Cristo (Extended Mix) – 5:50
2. Povero Cristo (Interference Mix) – 6:25

Lato B
1. Povero Cristo (XClub Cut) – 4:30
2. Povero Cristo (XXClub Cut) – 4:05
3. Povero Cristo (Radio Edit) – 4:05